# حاسوب عصبوني

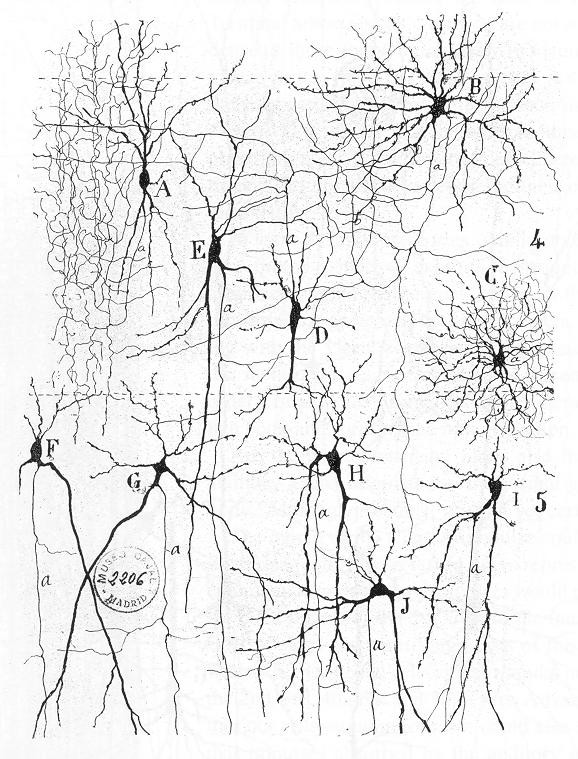

إن الحاسوب الدماغي هو حاسوب عضوي (يعرف أيضًا باسم العقل العضوي الصناعي أو الحاسوب العصبي) وهو مصنوع من عصبونات حية. كان العالم بيل ديتو (Bill Ditto) من معهد جورجيا التقني هو أول باحث اتجه نحو اختراع تلك العقول المكونة صناعيًا، لكنها لا تزال عضوية. ولقد تم إنشاء نموذج أولي من عصبونات الحلقيات وهو قادر على أداء العمليات الحسابية البسيطة. ما زالت المفاهيم في طور البحث والنمذجة الأولية، ولكن يتوقع في المستقبل القريب أن تتمكن العقول العضوية الصناعية من القيام بمهام تمييز الأشكال البسيطة، مثل تمييز الخطوط، هذا على الرغم من أن تصميم تلك العقول لا زال أبسط بكثير من عقول الحيوان.